# Nepřímý důkaz (matematika)
Nepřímý důkaz se v logice a v matematice používá k dokázání matematických vět tvaru implikace {\displaystyle P\rightarrow T}, tj. vět tvaru „Jestliže platí předpoklad P, pak platí také tvrzení T“. Spočívá v tom, že se z negace výroku {\displaystyle T} odvodí negace výroku {\displaystyle P}, tj. dokáže se tvrzení {\displaystyle \neg T\rightarrow \neg P}. V důkazu lze využít usuzování pomocí schématu modus tollens.
Jinými slovy je to konečná postupnost správných kroků, z nichž každý vyplývá z předcházejících, přičemž prvním krokem je negace závěru tvrzení a výsledkem posledního kroku je negace předpokladu nebo jiného platného tvrzení.

## Zdůvodnění správnosti
Dokázáním implikace {\displaystyle \neg T\rightarrow \neg P} je již skutečně dokázáno i {\displaystyle P\rightarrow T}. Pokud totiž {\displaystyle P} platí, musí platit i {\displaystyle T}, jinak by totiž platilo {\displaystyle \neg T} a podle dokázané implikace {\displaystyle \neg P}, tedy by neplatilo {\displaystyle P}.

## Souvislost s důkazem sporem
Specifická forma nepřímého důkazu, zpravidla považovaná za zvláštní formu důkazu, je důkaz sporem. Každý nepřímý důkaz lze převést na důkaz sporem. Dokazujeme-li totiž implikaci {\displaystyle P\rightarrow T} nepřímo, tj. dokazujeme-li {\displaystyle \neg T\rightarrow \neg P}, lze před celý důkaz tohoto tvrzení přidat větu „Předpokládejme pro spor, že platí {\displaystyle P} neplatí {\displaystyle T}.“ a po dokázání {\displaystyle \neg P} zakončit důkaz konstatováním „…, což je spor s předpokladem.“ Tím je nepřímý důkaz převeden na důkaz sporem.

## Příklady
- Nepřímý důkaz tvrzení „Pro každá dvě celá čísla {\displaystyle \,a}, {\displaystyle \,b}, pokud {\displaystyle a\cdot b=0}, pak {\displaystyle \,a=0} nebo {\displaystyle \,b=0}“ lze provést následovně:

Nechť platí negace závěru, tj. {\displaystyle \,a} i {\displaystyle \,b} jsou nenulové.
Pak {\displaystyle \,|a|} i {\displaystyle \,|b|} jsou {\displaystyle >0}.
Tedy {\displaystyle |a\cdot b|=|a|\cdot |b|>0}.
A proto {\displaystyle a\cdot b\neq 0}.
- Jestliže platí „jestliže mám peníze, tak si koupím auto“ a auto si nekoupím, tak nemám peníze.